# Võrumaa
Võrumaa (în germană Kreis Werro, în võro Võromaa) a fost un comitat istoric din Estonia. Võrumaa istorică include zonele actualelor comitate Võru, Põlva, Valga și Tartu.

## Perioada antică

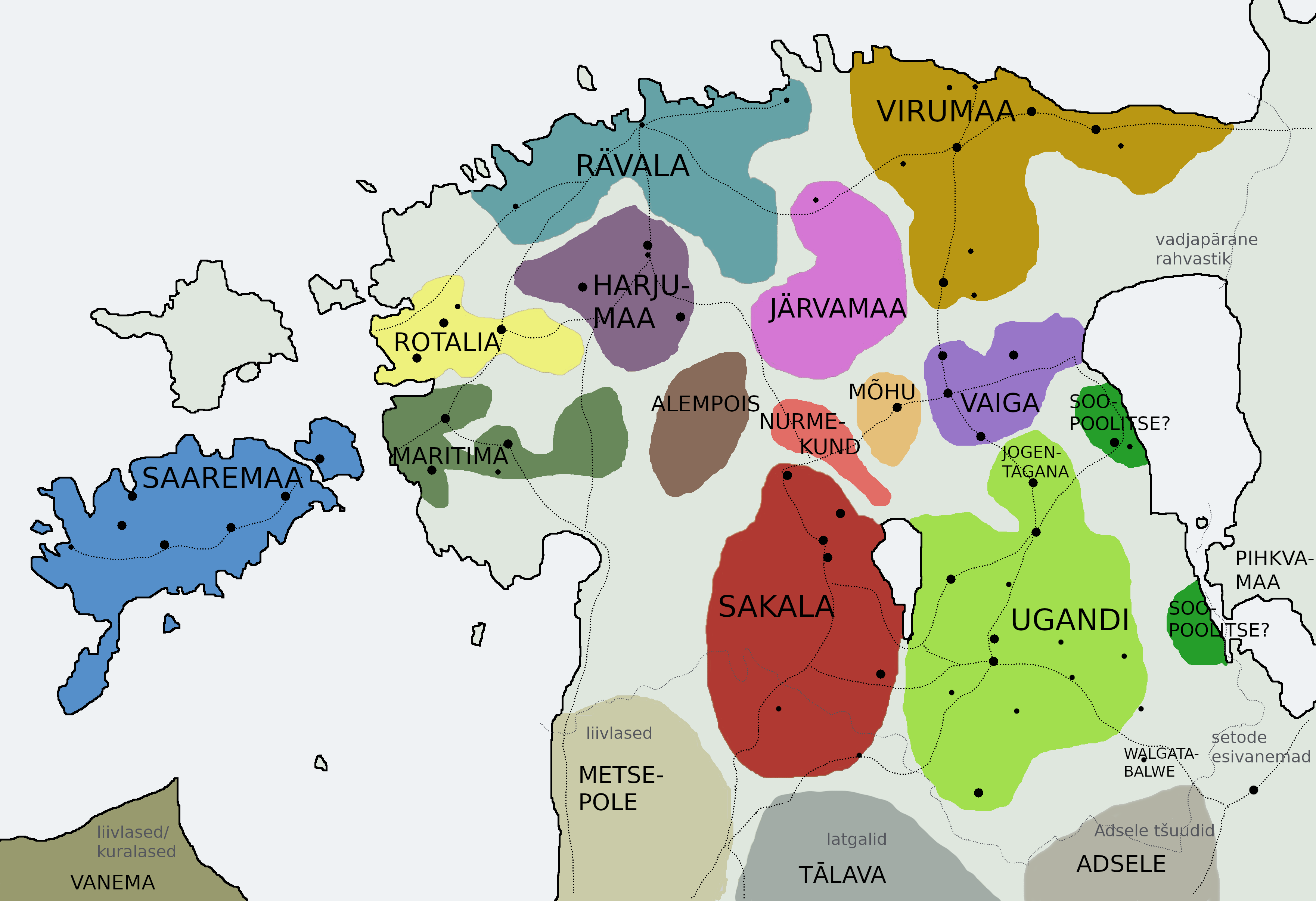
Comitate antice, cetăți și drumuri din Estonia și nordul Letoniei.

Centrul așezării Võrumaa este malul râului Võhandu⁠(d). Primele așezări din Võrumaa au fost Kääpa și Villal de pe malul lacului Tamula⁠(d), dintre care cea mai veche este Kääpa, unde oamenii au trăit încă din prima jumătate a mileniului al treilea î.Hr.
În epoca mijlocie și timpurie a fierului, în sud-estul Estoniei s-a format comitatul Ugandi (în latină Ungannia; în germana de jos Uggn).

## Evul mediu
În secolul al XIII-lea, Frații Livonieni ai Sabiei au invadat teritoriile Letoniei și Estoniei; armata a învins pe cei din Ugandi în 1224. După cucerire, Dioceza de Tartu a fost formată în Ugandi. În timpul eparhiei,  castelul episcopal Kirumpää și fortăreața Vastseliina au fost construite în zona Võrumaa pentru protecția frontierei împotriva rușilor.
În timpul Războiului Livonian, din 1558 până în 1583, zona Võrumaa a fost sub stăpânirea Marelui Ducat al Moscovei, dar din 1582, prin Armistițiul de la Jam Zapolsky, Estonia  a ajuns sub conducerea poloneză (în Uniunea statală polono-lituaniană). 

## Imperiul Rus
În timpul Marelui Război al Nordului (din 1700 – 1721), Võrumaa a ajuns sub stăpânirea țaratului Rusiei din 1704.